# Mlake (Muta)
Mlake is een plaats in Slovenië en maakt deel uit van de gemeente Muta in de NUTS-3-regio Koroška. De plaats telde 33 inwoners op 1 januari 2020.